# Lungotevere Grande Ammiraglio Thaon di Revel
Le lungotevere Grande Ammiraglio Thaon di Revel (nom officiel : lungotevere Grande A.glio Thaon di Revel; en forme abrégée : lungotevere Gr. Amm. Thaon di Revel) est le tronçon du Lungotevere qui relie la piazzale Cardinal Consalvi, près du pont du duc d'Aoste à la via Flaminia, à Rome, sur la rive droite du Tibre, dans le quartier Flaminio, dans le Municipio II, situé au cœur de la ville, immédiatement au nord-est du centre historique.

## Caractéristiques
Le lungotevere Grande Ammiraglio Thaon di Revel tire son nom du grand-amiral Paolo Emilio Thaon di Revel (1859-1948), originaire de Turin, chef d'état-major de la Marine (it) pendant la Première Guerre mondiale, duc de la Mer, ministre de la Marine et président du Sénat (1943-1944). Il a été créé par une résolution du conseil municipal du 24 janvier 1956 .

## Crédit d'auteurs
- (it) Cet article est partiellement ou en totalité issu de l’article de Wikipédia en italien intitulé « Lungotevere Grande Ammiraglio Thaon di Revel » (voir la liste des auteurs).